# Musular
Koordinaten: 38° 20′ 51″ N, 34° 13′ 33,5″ O

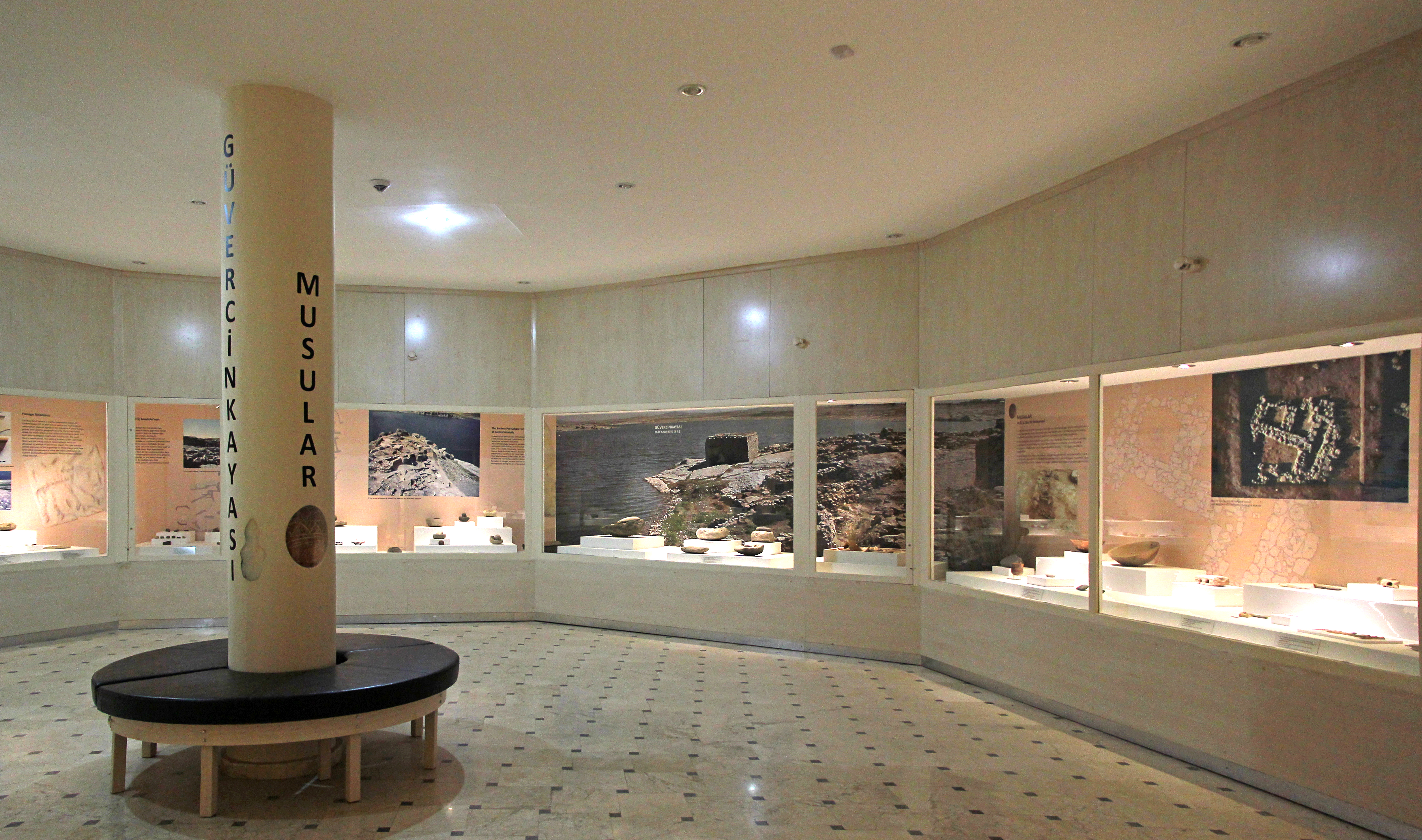
Funde aus Musular und Güvercinkaya im Aksaray-Museum

Musular ist eine archäologische Fundstelle des ausgehenden akeramischen Neolithikums und des keramischen Neolithikums im kappadokischen Zentralanatolien. Sie liegt beim Dorf Kızılkaya, Aksaray, 400 m von Aşıklı Höyük entfernt und datiert zwischen 7600–7200 cal BC.

## Lage
Musular wurde im Zuge von Feldbegehungen durch Ian Todds Aşıklı-Projekt entdeckt; zwischen 1997 und 2004 fanden unter Leitung von Mihriban Özbaşaran von der Universität Istanbul Ausgrabungen statt. Dabei wurde eine Fläche von 220 × 120 m aufgedeckt. Musular wurde auf Tufffelsen gegründet. Es handelt sich um eine offene Siedlung. Der Bach Melendiz, der im Melendiz-Gebirge entspringt, trennt sie von Aşıklı Höyük.
Die Fundstellen des akeramischen Neolithikums von Gedikbaşı und Yellibelen Tepesi liegen weniger als 1,5 km von Musular entfernt. Während Gedikbaşı und Yellibelen bisher vor allem durch Feldbegehungen untersucht wurden, fanden in Aşıklı Höyük Ausgrabungen statt.

## Kulturelles Umfeld
Musular datiert in die Zeit der jüngsten Schicht von Aşıklı Höyük. Vermutlich wurde hier vor allem Jagd-Beute verarbeitet. Die in Musular gefundenen Rinder waren durchschnittlich größer als die in Aşıklı Höyük und vermutlich vor allem männlich. Bei beiden Fundstellen ist unklar, ob die Rinder bereits domestiziert waren.
Eine jüngere Schicht gehört bereits dem keramischen Neolithikum an.

## Befunde
Ein Gebäude in Musular besaß innen eine Mulde. Es war mit einem rot gefärbten Kalkboden und Lehmbänken ausgestattet.
Das rechteckige Gebäude A war teilweise auf dem gewachsenen Felsen erbaut. Es besaß einen roten Fußboden aus gebranntem Kalk und Lehmbänke auf der südlichen, westlichen und östlichen Seite. Eine quadratische Herdstelle bestand aus Stampflehm. Außerdem fanden sich im Innenraum zwei Pfostenlöcher und zwei Gruben. Es ähnelt Gebäude T in Aşıklı Höyük.
Der Ort war mit Wasserkanälen durchzogen, die teilweise in den Felsen eingetieft sind. Güneş und Özbaşaran halten diese nicht für Entwässerungskanäle. Vorratsräume, Mahlsteine oder ähnliche Hinweise auf eine Siedlungstätigkeit fehlen. Daraus wird geschlossen, dass es sich um einen Außenbezirk Aşıklı Höyüks mit besonderen Funktionen handelte. Özbaşaran nimmt eine rituelle Funktion an, nach Asouti vielleicht in Verbindung mit der Rinderjagd. Die große Anzahl der Kratzer scheint auf Fellbearbeitung hinzudeuten. Lederbearbeitung wurde auch in späteren Zeiten wegen der Belästigung durch Geruch und Fliegen oft an den Siedlungsrand verbannt.

## Funde und Fundverbleib
Die Silexindustrie besteht fast ausschließlich aus Obsidian. Debitage fehlt weitgehend, die Geräte wurden also anderswo hergestellt. Der Obsidian stammt von Kayirli auf dem Göllü Dağ, 30 km südöstlich gelegen und dem Nenezi Dağ, 20 km im Osten. Die Herkunft des verwendeten Feuersteins ist bisher ungeklärt. Gebrauchsspurenanalysen belegen die Verarbeitung von Fleisch und Haut.
Knochenbearbeitung scheint in der Siedlung eine wichtige Rolle gespielt zu haben. Ahlen in verschiedenen Größen und Formen sind mit 57 % der häufigste Geräte-Typ. Auch zerbrochene, aber sonst unbearbeitete Knochen wurden genutzt. Eine mögliche Armschutzplatte stammt aus den Schichten des keramischen Neolithikums, könnte aber aus früheren Schichten verlagert sein. Vergleichbare Exemplare sind aus Çatal Höyük bekannt. Ein unfertiger Beinkamm ist bislang singulär. Auch unter den Knochengeräten herrschen, soweit bestimmbar, Rinderknochen vor.
Funde aus Musular sind im Museum von Aksaray ausgestellt.